# طواف ليمبورغ 2021
طواف ليمبورغ 2021 هو سباق دراجات هوائية من فئة سباق يوم واحد، وهو الموسم رقم 69 من طواف ليمبورغ، وأقيم في 24 مايو 2021، وامتدّ لمسافة 199.63 كيلومتر، وهو أحد سباقات طواف أوروبا للدراجات 2021، وشارك فيه 133 متسابقاً ووصل إلى نهايته 84 متسابقاً.
فاز بالمركز الأول تيم ميرلير، وبالمركز الثاني دانيال مكلاي، وبالمركز الثالث جون ديجينكولب.

## الفرق
| فرق عالمية (3)- Intermarché-Wanty-Gobert Matériaux - Lotto Soudal - Qhubeka Assos فرق برو (6)- Alpecin-Fenix - Arkéa-Samsic - 2021 بي آند بي هوتيلز ‏ - بنجوال دبليو بي 2021 ‏ - سبورت فلاندرين بالويس 2021 ‏ - أونو اكس برو سايكلنج تيم 2021 ‏ فرق قارية (11)- بيت سايكلنج 2021 ‏ - Baloise–Trek Lions ‏ - بلاك سبوك 2021 ‏ - كانيون دي إتش بي سنجود 2021 ‏ - Development Team DSM–Firmenich PostNL ‏ - Hagens Berman Jayco ‏ - ميتك-تي كي إتش مانتيل ‏ - فريق ريوال للدراجات 2021 ‏ - SEG Racing Academy ‏ - تارتيلتو-ايزوريكس 2021 ‏ - إكس-سبيد يونايتد 2021 ‏ |  |
| |  |

## التصنيف العام النهائي
| التصنيف العام         | التصنيف العام             | التصنيف العام   | التصنيف العام                      | التصنيف العام |
| العداء                | العداء                    | البلد           | الفريق                             | الوقت         |
| --------------------- | ------------------------- | --------------- | ---------------------------------- | ------------- |
| 1                     | تيم ميرلير                | بلجيكا          | Alpecin-Fenix                      | 4 س 41 د 35 ث |
| 2                     | دانيال مكلاي              | المملكة المتحدة | اركيا سامسيك                       | + 0 ث         |
| 3                     | جون ديجينكولب             | ألمانيا         | لوتو سودال                         | + 0 ث         |
| 4                     | ريناردت جانس فان رينسبورغ | جنوب أفريقيا    | Qhubeka Assos                      | + 0 ث         |
| 5                     | Bram Welten ‏              | هولندا          | اركيا سامسيك                       | + 0 ث         |
| 6                     | Milan Menten ‏             | بلجيكا          | Bingoal Pauwels Sauces WB          | + 0 ث         |
| 7                     | Stan Van Tricht ‏          | بلجيكا          | SEG Racing Academy                 | + 0 ث         |
| 8                     | Boy van Poppel ‏           | هولندا          | Intermarché-Wanty-Gobert Matériaux | + 0 ث         |
| 9                     | Jérémy Lecroq ‏            | فرنسا           | B&B Hotels p/b KTM                 | + 0 ث         |
| 10                    | روري تاونسند ‏             | جمهورية أيرلندا | Canyon dhb SunGod                  | + 0 ث         |
| مصدر: ProCyclingStats |                           |                 |                                    |               |

## وصلات خارجية
- الموقع الرسمي
- لمحة عن سباق طواف ليمبورغ 2021 على موقع  ProCyclingStats   (برو  سايكلنج  ستاتس) - إحصاءات  محترفي  الدراجات.
- طواف ليمبورغ 2021 على موقع إحصائيات الدراجات الإحترافية (الإنجليزية)